# Liste der Kulturdenkmale im Ilm-Kreis

Aufteilung des Landkreises in einzelne Gemeinden

Wappen des Landkreises

Die Liste der Kulturdenkmale im Ilm-Kreis listet die Kulturdenkmale im thüringischen Ilm-Kreis, aufgelistet nach einzelnen Gemeinden. Die Angaben in den einzelnen Listen ersetzen nicht die rechtsverbindliche Auskunft der zuständigen Denkmalschutzbehörde.

## Aufteilung
Wegen der großen Anzahl von Kulturdenkmalen im Ilm-Kreis ist diese Liste in Teillisten nach den Städten und Gemeinden aufgeteilt.
| Stadt/Gemeinde          | Karte | Kulturdenkmale           | Bild eines Denkmals |
| ----------------------- | ----- | ------------------------ | ------------------- |
| Alkersleben             |       | Liste der Kulturdenkmale |                     |
| Amt Wachsenburg         |       | Liste der Kulturdenkmale |                     |
| Arnstadt                |       | Liste der Kulturdenkmale |                     |
| Bösleben-Wüllersleben   |       | Liste der Kulturdenkmale |                     |
| Dornheim                |       | Liste der Kulturdenkmale |                     |
| Elgersburg              |       | Liste der Kulturdenkmale |                     |
| Elleben                 |       | Liste der Kulturdenkmale |                     |
| Elxleben                |       | Liste der Kulturdenkmale |                     |
| Geratal                 |       | Liste der Kulturdenkmale |                     |
| Großbreitenbach         |       | Liste der Kulturdenkmale |                     |
| Ilmenau                 |       | Liste der Kulturdenkmale |                     |
| Martinroda              |       | Liste der Kulturdenkmale |                     |
| Osthausen-Wülfershausen |       | Liste der Kulturdenkmale |                     |
| Plaue                   |       | Liste der Kulturdenkmale |                     |
| Stadtilm                |       | Liste der Kulturdenkmale |                     |
| Witzleben               |       | Liste der Kulturdenkmale |                     |